# John Pescatore
John Pescatore, född den 2 februari 1964 i Cocoa Beach, Florida, är en amerikansk roddare.
Han tog OS-brons i åtta med styrman i samband med de olympiska roddtävlingarna 1988 i Seoul.